# Rush (plaats)
Rush is een plaats in het Ierse graafschap Fingal. De plaats telt 9231 inwoners. Ten oosten van Rush, halverwege Lusk, ligt het station Rush & Lusk. Van het station tot het centrum van Dublin kost minder dan een half uur reistijd.

## Geboren
- Isibeal Atkinson (2001), voetbalster